# Pseudoplesiops collare
Pseudoplesiops collare, thường được gọi là cá đạm bì cổ áo, là một loài cá biển thuộc chi Pseudoplesiops trong họ Cá đạm bì. Loài này được mô tả lần đầu tiên vào năm 1991.
Từ collar trong tiếng Anh nghĩa là "cổ áo", ám chỉ đến các sọc xiên trên đầu và phần trước của cơ thể.

## Phân bố và môi trường sống
P. collare phân bố tương đối rộng rãi ở phía tây Thái Bình Dương, là loài đặc hữu của Indonesia. P. collare thường sống xung quanh các rạn san hô mọc trên cát hoặc những bãi đá ngầm ở độ sâu khoảng 30 – 113 m, nhưng thường tìm thấy ở độ sâu khoảng 30 – 70 m.

## Mô tả
P. collare trưởng thành dài khoảng 3 cm. Thân của P. collare có màu nâu nhạt với vây ngực màu trắng khá dài và mỏng. Nó có 2 dải màu nâu đỏ: một dải xiên nằm băng qua mắt và một dải sau đầu. Đầu có màu trắng. P. collare hiếm khi được nhìn thấy và chưa được đưa vào ngành thương mại cá cảnh.
Số ngạnh ở vây lưng: 1; Số vây tia mềm ở vây lưng: 28 - 29; Số ngạnh ở vây hậu môn: 1; Số vây tia mềm ở vây hậu môn: 17.
Thức ăn của P. collare có lẽ là rong tảo và các sinh vật phù du nhỏ. Chúng thường sống đơn độc hoặc hợp thành các nhóm nhỏ rải rác.